# Kaira cobimcha
Kaira cobimcha är en spindelart som beskrevs av Claude Lévi 1993. Kaira cobimcha ingår i släktet Kaira och familjen hjulspindlar. Inga underarter finns listade i Catalogue of Life.